# Прасолова, Анна Николаевна
Анна Николаевна Прасолова (род. 15 июля 1999, Москва) — российская волейболистка, центральная блокирующая.

## Биография
Начала заниматься волейболом в московской ДЮСШ «Олимп». 1-й тренер — О. М. Меньшенина. В 2015 приглашена в Казань, где выступала за фарм-команду ВК «Динамо-Казань» в Молодёжной лиге чемпионата России, а в период 2016—2018 провела 3 матча в суперлиге и за основную команду. С 2018 играла за нижегородскую «Спарту», а в 2021 году заключила контракт с красноярским «Енисеем».

### Клубная карьера
- 2015—2018 —  «Динамо-Академия-УОР» (Казань) — молодёжная лига;
- 2016—2018 —  «Динамо-Казань» (Казань) — суперлига;
- 2018—2021 —  «Спарта» (Нижний Новгород) — высшая лига «А» и суперлига;
- 2021—2023 —  «Енисей» (Красноярск) — суперлига;
- с 2023 —  «Тулица» (Тула) — суперлига.

## Достижения
- победитель (2017), серебряный (2018) и бронзовый (2016) призёр Молодёжной лиги чемпионата России.
- двукратный серебряный (2016, 2017-весна) и бронзовый (2017) призёр Кубка Молодёжной лиги.
- победитель (2019) и бронзовый призёр (2020) чемпионата России среди команд высшей лиги «А».
- победитель розыгрыша Кубка Сибири и Дальнего Востока 2021.